# Liopeltis
Liopeltis is een geslacht van slangen uit de familie toornslangachtigen (Colubridae) en de onderfamilie Colubrinae.

## Naam en indeling
De wetenschappelijke naam van de groep werd voor het eerst voorgesteld door Leopold Fitzinger in 1843.
De wetenschappelijke geslachtsnaam Liopeltis is afgeleid van de Griekse woorden λεῖος (leios = glad) en πέλτη (pelte = schild). Er zijn zeven soorten, inclusief de pas in 2019 beschreven soort Liopeltis pallidonuchalis.

### Soorten
Het geslacht omvat de volgende soorten, met de auteur en het verspreidingsgebied.
| Naam                      | Auteur                         | Verspreidingsgebied                                                   |
| ------------------------- | ------------------------------ | --------------------------------------------------------------------- |
| Liopeltis calamaria       | Günther, 1858                  | Sri Lanka, India, Nepal                                               |
| Liopeltis frenatus        | Günther, 1858                  | India, Myanmar, Laos, Vietnam, China, Tibet                           |
| Liopeltis pallidonuchalis | Poyarkov, Nguyen & Vogel, 2019 | Vietnam                                                               |
| Liopeltis philippinus     | Boettger, 1897                 | Filipijnen                                                            |
| Liopeltis rappi           | Günther, 1860                  | Nepal, India                                                          |
| Liopeltis stoliczkae      | Sclater, 1891                  | India, Myanmar, Cambodja, Laos                                        |
| Liopeltis tricolor        | Schlegel, 1837                 | Indonesië, Brunei, Maleisië, Filipijnen, Singapore, Thailand, Vietnam |

## Verspreiding en habitat
Alle soorten komen voor in delen van Azië en leven in de landen Indonesië, Brunei, Maleisië, Cambodja, Filipijnen, Singapore, Thailand, Vietnam, India, Myanmar, Laos, China, Tibet en Nepal.
De habitat bestaat uit vochtige tropische en subtropische bossen, zowel in laaglanden als in bergstreken.

## Beschermingsstatus
Door de internationale natuurbeschermingsorganisatie IUCN is aan vijf soorten een beschermingsstatus toegewezen. Vier soorten worden gezien als 'veilig' (Least Concern of LC) en een soort als 'onzeker' (Data Deficient of DD).